# Petr Cichoň
Petr Cichoň (* 28. října 1973) je český podnikatel.
Je jediným majitelem společnosti Crocodille, která se zabývá výrobou balených baget a sendvičů, a zároveň i sítě restaurací rychlého občerstvení Bageterie Boulevard a 360Pizza. Je zakladatelem a členem správní rady Nadace Crocodille, na podporu společenských, kulturních a vzdělávacích akcí, a spoluzakladatelem Nadačního fondu nezávislé žurnalistiky. Zakladatel vlastní školy - Akademie Systémové Gastronomie.

## Firma Crocodille
Od roku 1990 podnikal jako fyzická osoba v oboru výroby sendvičů, kdy jako student na letní brigádě pracoval v okénku malého občerstvení v Nerudově ulici v Praze. V roce 1992 založil firmu Žižkovské bagety. V roce 1994 bylo vytvořeno logo Crocodille, a došlo tak k re-brandingu Žižkovských baget na novou značku. Je jediným majitelem firmy Crocodille.
Ve druhé dekádě 21. století firma Crocodille vlastní[zdroj?] pobočky v Maďarsku, Rakousku, Německu a Španělsku. Firma vyprodukuje ročně přes 30 milionů výrobků a zaměstnává přes 1.500 lidí.[zdroj?] Roční obrat přesahuje 37,3 milionů EUR.[zdroj?]
V lednu roku 2009 založil Nadaci Crocodille, která slouží jako záštita CSR aktivit skupiny Crocodille. Jejím prostřednictvím chce podpořit společenské, kulturní a vzdělávací akce a další projekty, které rozvíjejí občanskou společnost, a to zejména přímou finanční pomocí, ale také poskytnutím spolupráce a know-how. Je spoluzakladatelem Nadačního fondu nezávislé žurnalistiky.
V roce 2023 založil vlastní školu pod názvem - Akademie Systémové Gastronomie. 